# 蒙特雷斯塔
蒙特雷斯塔（義大利語：Montresta）是意大利奥里斯塔诺省的一个市镇。总面积23.79平方公里，人口560人，人口密度23.5人/平方公里（2009年）。ISTAT代码为095085。